# Colindă
Una Colindă o colind è un canto cerimoniale romeno, caratterizzato da elementi rituali, di solito eseguita durante il solstizio d'inverno come canto natalizio.
Parallelamente a quanto accade per i canti vecchi (narrativi e di argomentazione epica), le colinde sono testi trasmessi oralmente: la prima raccolta è del 1859 ad opera dello studioso e letterato Atanasie Marienescu, in pieno slancio romantico, che innesca il grande movimento di scoperta delle tradizioni folkloriche nazionali.

## Etimologia
La parola colindă, colind deriva dal latino calendae.